# Ctenotus taeniolatus
Ctenotus taeniolatus är en ödleart som beskrevs av  White 1790. Ctenotus taeniolatus ingår i släktet Ctenotus och familjen skinkar. Inga underarter finns listade i Catalogue of Life.